# Qi Dakai
Qi Dakai (* 23. Mai 1987) ist ein chinesischer Leichtathlet, der sich auf den Hammerwurf spezialisiert hat.

## Sportliche Laufbahn
Erste internationale Erfahrungen sammelte Qi Dakai bei den Asienmeisterschaften 2009 in Guangzhou, bei denen er mit 65,60 m den achten Platz erreichte. Vier Jahre später gewann er bei den Asienmeisterschaften in Pune mit 74,19 m die Bronzemedaille hinter dem Tadschiken Dilschod Nasarow und Ali Mohamed al-Zankawi aus Kuwait gewann. Nasarow wurde seine Goldmedaille 2021 nachträglich wegen eines Dopingverstoßes aberkannt und Qi rückte auf den Silberrang vor. Bei den Asienmeisterschaften 2015 in Wuhan wurde er mit 65,49 m Achter und erreichte bei der Sommer-Universiade in Gwangju mit 63,84 m Rang 13. 2018 nahm er erstmals an den Asienspielen in Jakarta teil und belegte dort mit einer Weite von 66,81 m Platz sechs.
In den Jahren 2006 und 2012 wurde Qi Chinesischer Meister im Hammerwurf.